# Нови-Хан
Нови-Хан (болг. Нови хан) — село в Болгарии. Находится в Софийской области, входит в общину Елин-Пелин. Население составляет 3198 человек (2022).

## Политическая ситуация
В местном кметстве Нови-Хан, в состав которого входит Нови-Хан, должность кмета (старосты) исполняет Сашка Николова Ненова-Николчова (коалиция в составе 2 партий: Союз свободной демократии (ССД), движение НАШИЯТ ГРАД) по результатам выборов правления кметства.
Кмет (мэр) общины Елин-Пелин — Галя Симеонова Георгиева (Граждане за европейское развитие Болгарии (ГЕРБ)) по результатам выборов в правление общины.